# Non-Commissioned Officer Professional Development Ribbon
Le Non-Commissioned Officer Professional Development Ribbon (ruban de perfectionnement professionnel des sous-officiers) est une distinction militaire décernée par l'armée de terre, l'armée de l'air et l'armée de l'espace des États-Unis pour récompenser les sous-officiers (non-commissioned officer - NCO) qui ont suivi un cours de leadership prescrit dans une école de formation des sous-officiers. La marine (US Navy), le corps des marines (US Marine Corps) et les garde-côtes (US Coast Guard) n'ont pas d'équivalent au ruban de perfectionnement des sous-officiers.

## Armée de terre
Le NCO Professional Development Ribbon (Ruban de développement professionnel des sous-officiers - créé en 1981) est décerné par l'Armée de terre américaine (US Army) pour l'achèvement de tout cours de perfectionnement des sous-officiers prescrit. Le premier ruban de développement professionnel des sous-officiers est décerné à l'issue du Basic Leader Course (BLC [les anciens titres du BLC comprennent : le "Warrior Leader Course", le "Primary NCO Course", le "Combat Army Course" et le "Primary Leadership Development Course"]). Lorsqu'un soldat suit des cours supplémentaires, tels que le cours avancé de formation des chefs (Advanced Leaders Course - ALC), le cours avancé de formation des chefs (Senior Leaders Course - SLC) et le cours avancé de formation des chefs (Master Leaders Course - MLC), un chiffre est porté sur le ruban pour indiquer qu'il a suivi ces cours de manière satisfaisante (2, 3 et 4, respectivement). Actuellement, le chiffre "5" est autorisé pour les diplômés du cours de sergent-major de l'Académie des sergents-majors de l'Armée de terre américaine. Les diplômés du cours de sous-officier de l'état-major de combat et de l'ancien cours de sergent-chef ne reçoivent pas de numéro pour l'obtention de leur diplôme. Le chiffre le plus élevé autorisé pour le ruban de perfectionnement professionnel des sous-officiers est le "6" pour les diplômés du cours de leadership nominatif (NLC). Le NLC est un cours stratégique de développement du leadership de deux semaines conçu pour préparer les sergents-majors de commandement (CSM) et les sergents-majors (SGM) nominatifs à leurs fonctions de CSM pour les commandants des commandements de l'Armée de terre de 1 à 2 étoiles, et de SGM de la section de l'état-major au niveau de responsabilité du HQDA.
Le ruban de développement professionnel des sous-officiers de l'Armée est un ruban vert de 1+3⁄8 pouces (35 mm) de large. Il comporte une bande centrale de 1⁄4 pouce (6 mm) de bleu drapeau, bordée de bandes de 1⁄16 pouce (2 mm) de jaune. À égale distance de la bande centrale et de la bande de bordure, de chaque côté, se trouvent des bandes jaunes de 1⁄8 pouce (3 mm). Le vert et le jaune du ruban représentent les chevrons portés par les sous-officiers. La bande centrale bleue représente le soutien des États-Unis.

## Armée de l'air et armée de l'espace
Le NCO Professional Military Education Graduate Ribbon (ruban des sous-officiers diplômés de l'enseignement militaire professionnel) a été créé par le secrétaire à l'armée de l'air le 28 août 1962. Ce ruban est décerné aux sous-officiers de l'US Air Force et de l'US Space Force qui ont suivi les programmes de formation professionnelle des sous-officiers prescrits. Les programmes approuvés sont le cours préparatoire pour sous-officiers, l'Airman Leadership School, la NCO Leadership School, la NCO Academy et la Senior NCO Academy. Certains programmes de perfectionnement professionnel d'autres services peuvent également être pris en compte pour l'attribution du ruban. Les cours éligibles sont l'académie des sergents-majors de l'armée de terre, l'académie des officiers supérieurs de la marine et l'académie des premiers maîtres de la garde côtière. Le ruban est décerné aux personnes qui suivent le cours en résidence et ne peut être décerné à celles qui suivent uniquement le cours par correspondance. Les distinctions supplémentaires du ruban de sous-officier diplômé de l'enseignement militaire professionnel sont signalées par des feuilles de chêne (oak leaf cluster).

## Source
- (en) Cet article est partiellement ou en totalité issu de l’article de Wikipédia en anglais intitulé « Non-Commissioned Officer Professional Development Ribbon » (voir la liste des auteurs).